# Oscar Lewis
Oscar Lewis, właśc. Oscar Lefkowitz (ur. 25 grudnia 1914 w Nowym Jorku, zm. 16 grudnia 1970 tamże) – amerykański antropolog pochodzenia żydowskiego.

## Życiorys
Wprowadził koncepcję kultury ubóstwa jako przekazywanego z pokolenia na pokolenie wzorca życiowego. Ubóstwo według niego posiada własną strukturę i mechanizm obronny. Jest to sposób życia niezmienny i trwały. Ludzie, którzy musieli się dostosować do warunków ubóstwa materialnego w społeczeństwie przemysłowym, wypracowali w tym celu specyficzny system zachowań i wartości, który można traktować jako kulturę w sensie antropologicznym. Z definicji kultury zaś wynika, że jest to system, w którym przez wychowanie dochodzi do socjalizacji kolejnych pokoleń.
Badania terenowe prowadził w Meksyku, w Indiach, w Portoryko i na Kubie. W meksykańskim Tepoztlan badania prowadził 30 lat wcześniej Robert Redfield.
Na podstawie jego książki Dzieci Sancheza powstał w 1978 roku film pod tym samym tytułem z Anthony Quinnem.

## Publikacje po polsku
- 1964 Sanchez i jego dzieci. Autobiografia rodziny meksykańskiej, tłum. A. Frybesowa, Warszawa: PIW, reedycja z 2011 pod tytułem Dzieci Sancheza(inne języki)[1]
- 1970 Rodzina Martinezów. Życie meksykańskiego chłopa, tłum. J. Olędzka, Warszawa: PIW
- 1976 Nagie życie, t. I-II, tłum. Z. Kierszys, Warszawa: PIW